# Рубеніди
Рубеніди (вірм. Ռուբինյաններ, Рубіняни) — династія правителів Кілікійської вірменської держави у 1080–1375 роках. Засновник династії, Рубен був одним із наближених Гагіка II, останнього царя Вірменії з династії Багратідів.

## Царі Рубеніди (Рубіняни)
Достовірно відомо, що цей знатний рід емігрував з Вірменії та облаштувався наприкінці XI століття у фортеці Вахка, у верхній течії Сороса. Закріпившись у цій цитаделі, Рубеніди, стикаючись із візантійцями, поступово посилили свій контроль над кілікійською долиною Засновник династії, Рубен, був одним із полководців і васалів Філарета Варажнуні, якому було доручено захист області Антитавра, 1080 року він поклав початок новій вірменській династії та став засновником князівства в Кілікії, яке згодом стало королівством.
| Оригінальне ім'я | Ім'я українською | Портрет | Роки правління                                | Прихід до влади | Співправителі                                                                                        | Роки життя                                                                              |
| ---------------- | ---------------- | ------- | --------------------------------------------- | --- | --- | --------------------------------------------------------------------------------------- |
| Ռուբեն Ա         | Рубен I          |         | 1080–1095                                     | був одним із полководців і васалів Філарета Варажнуні, якому було доручено захист області Антитавра, 1080 року він став засновником князівства в Кілікії | | 1025 — 1095, Кормоголо (похований у монастирі Косталон)                                 |
| Կոստանդին Ա      | Костандін I      |         | 1095–1100/1102/1103                           | Успадкував трон від батька, Рубена I | | Точна дата народження невідома — 1100/1102/1103, Вахка (похований у монастирі Косталон) |
| Թորոս Ա          | Торос I          |         | 1100/1102/1103 — 1129                         | Успадкував трон від батька, Констандіна I. | | ? — 1129 (похований у монастирі Дразарк)                                                |
| Լեոն Ա           | Левон I          |         | 1129–1140 (фактично до 1137)                  | Успадкував трон від брата, Тороса I. | | ? — 14 лютого 1140, Константинополь                                                     |
| Թորոս Բ          | Торос II         |         | 1140 (фактично з 1144) — 1169                 | Успадкував трон від брата, Тороса I. | | ? — 6 лютого 1169 (похований у монастирі Дразарк)                                       |
| Ռուբեն Բ         | Рубен II         |         | 1169–1170                                     | Успадкував трон від батька, Тороса II. | Фома Блискучий (вірм. Թովմաս Պայլ)                                                                   | 1165–1170, Ромкла                                                                       |
| Մլեհ             | Млех             |         | 1170–1175                                     | Усунув від влади свого племінника, Рубена (законного спадкоємця престолу) та його регента Томаса Пайла (Фома Блискучий).                                 | | бл. 1120 — 15 травня 1170, Сіс                                                          |
| Ռուբեն Գ         | Рубен III        |         | 1175–1187                                     | Прийшов до влади після убивства дядька, Млеха. | | 1145 — 6 травня 1187, монастир Дразарк (де й був похований)                             |
| Լեոն Բ           | Левон II         |         | 1187–1219 (офіційно коронований 6 січня 1198) | Успадкував трон від брата, Рубена III. | | 1150 — 2 травня 1187, був похований у Сісі, а серце й нутрощі — в монастирі Агнер       |
| Զապել            | Ізабелла         |         | 1219–1256                                     | Успадкував трон від батька, Левона II | Константин Пайл (регент), Філіп Антіохійський (1-й чоловік Ізабелли), Хетум I (2-й чоловік Ізабелли) | 27 січня 1216 — 23 січня 1252 (похована в монастирі Дразарк)                            |